# Halozetes otagoensis
Halozetes otagoensis är en kvalsterart som beskrevs av Hammer 1966. Halozetes otagoensis ingår i släktet Halozetes och familjen Ameronothridae. Inga underarter finns listade i Catalogue of Life.